# Лука Печерски
Преподобни Лука, печерски економ (13. век, Кијев) — монах Кијево-печерског манастира. Православни руски светитељ, у лику преподобног.
Православна црква помиње преподобног луку 6 (19) новембра,  заједно са преподобним Варламом Печерским, као и 28. септембра (11. октобра) у оквиру саборног храма Преосвећених отаца Кијевско-печерских, који почивају у Блиским пећинама.
Биографски подаци су непознати. Био ангажован на управљању манастиром као економ. Његове мошти почивају у Блиским пећинама.
Лик монаха Луке сачуван је у монументалном сликарству Кијево-печерских цркава.